# 因島荘
因島荘（いんのしまのしょう）は、備後国御調郡因島にあった荘園。
後に、三津荘（みつのしょう）・（因島）中荘（（いんのしま）なかのしょう）・重井荘（しげいのしょう）に分割されるが、それ以後も3つの荘園が一括して扱われる場合もあるため、分割後の3荘についても本項目で扱う。

## 概要
因島荘の初出は、建久2年（1191年）に作成された長講堂領の目録である「長講堂所領注文」に“因島”とあるのが最初とされている。長講堂領は後白河法皇によって整備されたことから、因島荘も後白河法皇に関連した荘園として立荘されたと推定されている。因島は島であるために米ではなく、塩をもって年貢とした（塩年貢）。
その後、鎌倉時代中期までには3分割され（貞応元年（1222年）に因島中荘が初出）、建治2年（1276年）作成の「備後国御調郡内諸荘園領家地頭注文」には、常光院領三津荘と宣陽門院領因島中荘・重井浜（重井荘）に分かれていた。常光院は後白河法皇の皇女式子内親王ゆかりの寺院とされ、宣陽門院領も同じく後白河法皇の皇女覲子内親王（宣陽門院）のことで長講堂領の別名であった（長講堂領は後白河法皇没後に宣陽門院に譲られ、更にその没後には後深草天皇及びその子孫の持明院統が継承している）。また、地頭職は北条宗政ら北条氏一族が独占しており、時代が下るにつれて旧因島荘の3荘はその宗家である得宗家の独占状態となり、地頭職のレベルでは一体の“因島荘”が復活する形となっていた。
元弘の乱後、因島荘の地頭職は建武政権に没官され、建武元年（1334年）に後醍醐天皇は浄土寺に地頭職を一括して寄進した。建武政権崩壊後、足利尊氏は浄土寺に一旦は安堵したものの、暦応元年（延元3年/1338年）、改めて東寺に寄進し直した。だが、現実問題として東寺の因島荘経営は困難をきわめ、因島中荘の公文から台頭したと言われている因島村上氏や対岸の小早川氏や杉原氏、更に南朝方勢力が因島進出を図って荘務が妨げられる事態となっている。15世紀後半以後、東寺の史料からも因島の記述は消え、因島荘（および同荘分割後の3荘）は事実上有名無実と化していった。